# 北海異談
『北海異談』（ほっかいいだん）とは、文化5年（1808年）に講談師の南豊亭永助が著した前年に発生した文化露寇（フヴォストフ事件）にまつわる読本。その事件を機密扱いにしていた江戸幕府の怒りに触れ、永助は処刑されるなど関係者が処分を受けた。
ロシア軍が択捉島の幕府会所を襲撃した事件は幕府に衝撃を与え、この事件に関する情報を厳しく統制した。だが、実際には関係者から内外に真偽入り混じった様々な情報が流れていった。そんな中で後援者からこの事件の情報を入手した南豊亭永助がこの話は講談には向かないが小説には向くと考えて真偽織り交ぜながら20巻の本に仕上げて出版しようとした。これに気づいた幕府によって永助らは捕えられて、永助は死罪、後援者や貸本屋も遠島や追放とされた。
巻1-7がアダム・ラクスマンの来航、巻8-10がニコライ・レザノフの来航、巻11以降で文化露寇を扱うが、結末は史実とは異なり若年寄の堀田摂津守の命で蝦夷地に集結した奥羽諸侯の軍が救援にかけつけ、片倉小十郎の活躍で日本が逆転勝利を収めることになっている。
南豊亭永助が処刑された理由としては文化露寇に対する情報統制に引っかかったのが最大の理由ではあるが、他にも文中に掲載された書状の中に捏造されたと思われる公文書が大量に含まれていたこと、幕府が発禁処分をした林子平の『海国兵談』からの引用を含んでいたことが刑を重くしたとみられている。